# Madison County (Mississippi)
Das Madison County ist ein County im US-Bundesstaat Mississippi. Der Verwaltungssitz (County Seat) ist Canton. Das U.S. Census Bureau hat bei der Volkszählung 2020 eine Einwohnerzahl von 109.145 ermittelt.

## Geographie
Das County liegt etwas westlich des geographischen Zentrums von Mississippi und hat eine Fläche von 1922 Quadratkilometern, wovon 64 Quadratkilometer Wasserfläche sind. Es grenzt an folgende Countys:
|              | Attala County |              |
| Yazoo County |               | Leake County |
| Hinds County | Rankin County | Scott County |

## Geschichte

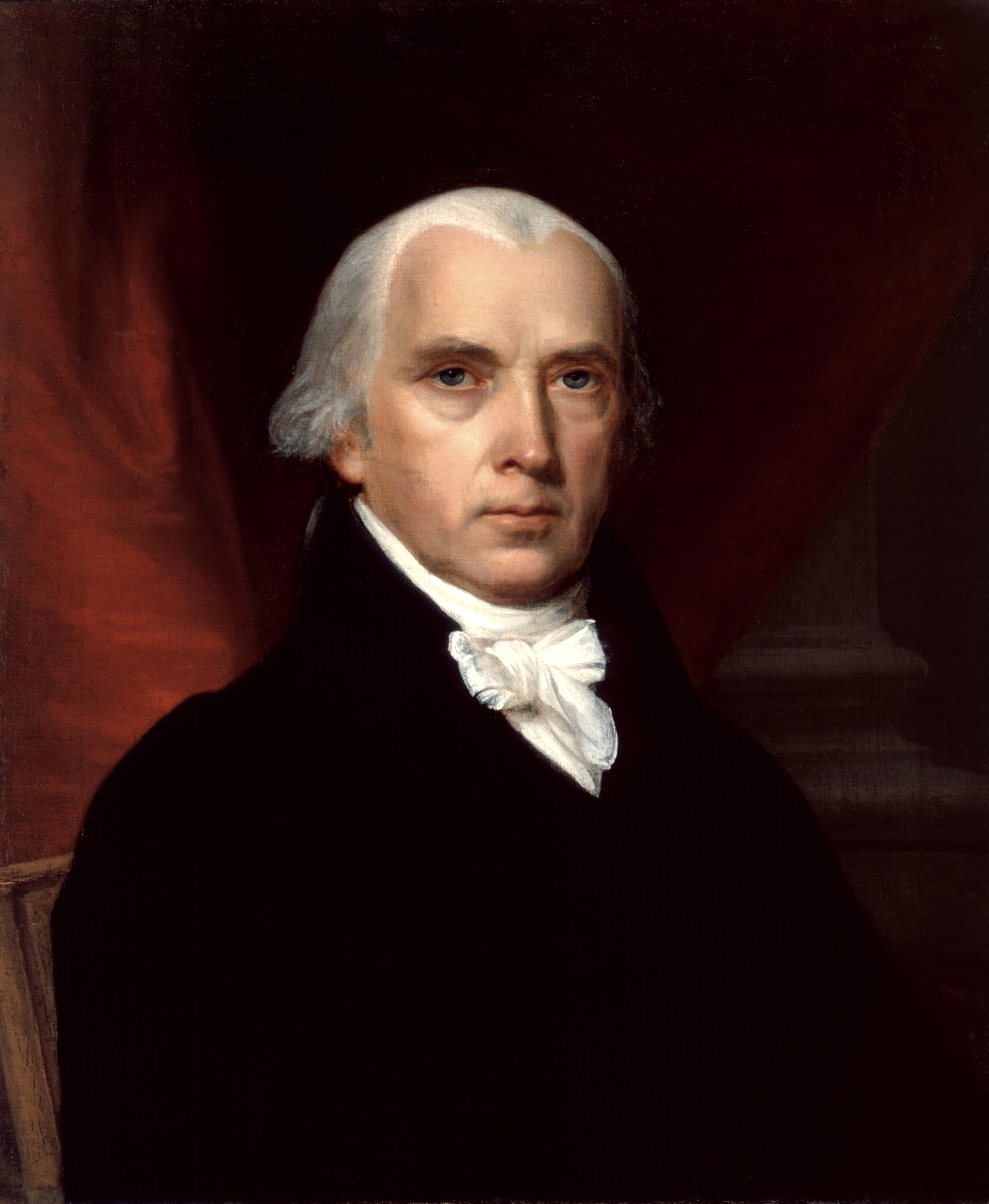
J. Madison

Das Madison County wurde am 29. Januar 1828 aus Teilen des Yazoo County gebildet. Benannt wurde es nach James Madison (1751–1836), dem vierten Präsidenten der Vereinigten Staaten.
In Folge eines Tornados in der Nacht vom 23. auf den 24. November 2001 kam es zu starken Verwüstungen im Madison County, die die Stufe F4 auf der Fujita-Skala erreichten. Mindestens 18 Menschen wurden verletzt.
31 Bauwerke und Stätten des Countys sind im National Register of Historic Places eingetragen (Stand 2. Februar 2018).

## Demografische Daten

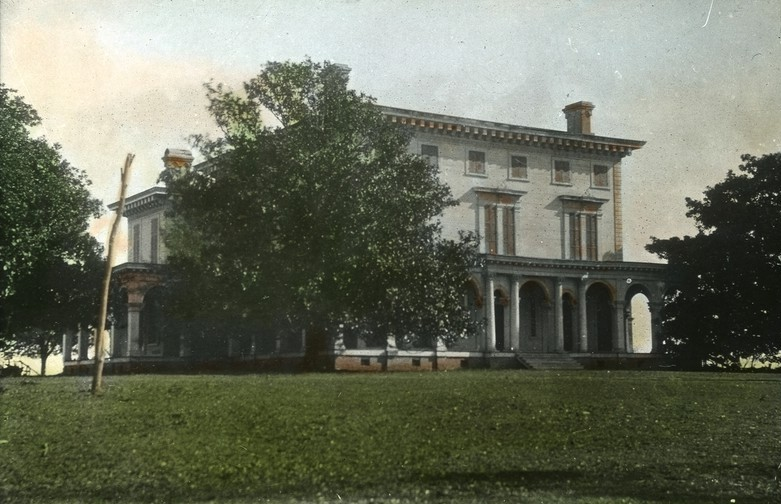
Annandale Plantation

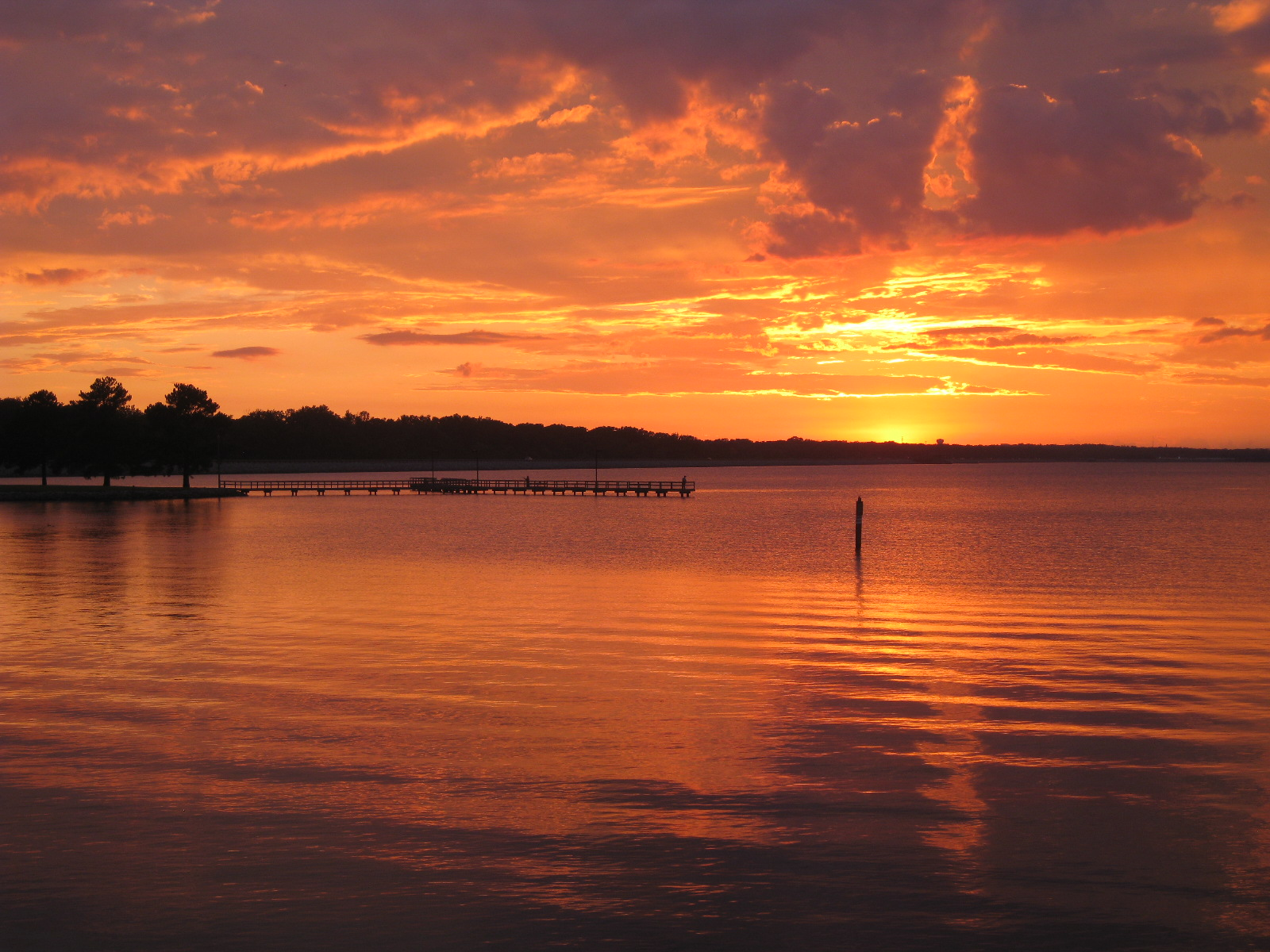
Das Ross Barnett Reservoir bei Sonnenuntergang

Nach der Volkszählung im Jahr 2000 lebten im Madison County 74.674 Menschen in 27.219 Haushalten und 19.325 Familien. Die Bevölkerungsdichte betrug 40 Personen pro Quadratkilometer. Ethnisch betrachtet setzte sich die Bevölkerung zusammen aus 60,29 Prozent Weißen, 37,48 Prozent Afroamerikanern, 0,11 Prozent amerikanischen Ureinwohnern, 1,30 Prozent Asiaten, 0,02 Prozent Bewohnern aus dem pazifischen Inselraum und 0,27 Prozent aus anderen ethnischen Gruppen; 0,53 Prozent stammten von zwei oder mehr Ethnien ab. 0,99 Prozent der Bevölkerung waren spanischer oder lateinamerikanischer Abstammung, die verschiedenen der genannten Gruppen angehörten.
Von den 27.219 Haushalten hatten 37,4 Prozent Kinder unter 18 Jahren, die mit ihnen lebten. 51,9 Prozent waren verheiratete, zusammenlebende Paare, 15,6 Prozent waren allein erziehende Mütter und 29,0 Prozent waren keine Familien. 25,0 Prozent aller Haushalte waren Singlehaushalte und in 6,7 Prozent lebten Menschen im Alter von 65 Jahren oder darüber. Die durchschnittliche Haushaltsgröße lag bei 2,67 und die durchschnittliche Familiengröße bei 3,23 Personen.
28,6 Prozent der Bevölkerung war unter 18 Jahre alt, 8,9 Prozent zwischen 18 und 24, 32,4 Prozent zwischen 25 und 44, 20,3 Prozent zwischen 45 und 64 Jahre alt und 9,7 Prozent waren 65 Jahre oder älter. Das Durchschnittsalter betrug 33 Jahre. Auf 100 weibliche kamen statistisch 90,2 männliche Personen und auf 100 Frauen im Alter von 18 Jahren oder darüber kamen 86,2 Männer.

Das durchschnittliche Einkommen eines Haushaltes betrug 46.970 USD, das einer Familie 58.172 USD. Männer hatten ein durchschnittliches Einkommen von 41.460 USD, Frauen 29.170 USD. Das Prokopfeinkommen lag bei 23.469 USD. Etwa 10,6 Prozent der Familien und 14,0 Prozent der Bevölkerung lebten unterhalb der Armutsgrenze.

## Städte und Gemeinden
| - Camden - Canton - Farmhaven - Flora | - Gluckstadt - Jackson1 - Kearney Park - Madison | - Ridgeland - Sharon |

1 – überwiegend im Hinds, teilweise im Rankin County